# Jōdō
Jōdō (jap. 杖道) – współczesna odmiana japońskiej szermierki jōjutsu, prowadzona przy użyciu kija, zwanego jō. Jej celem jest samoobrona – powstrzymanie przeciwnika.

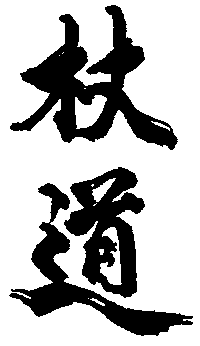
Jōdō - kanji

Ta odmiana japońskiej szermierki powstała ponad 300 lat temu jako realna sztuka walki, z połączenia najważniejszych technik kenjutsu (sztuki miecza), sojutsu (sztuki włóczni) oraz naginatajutsu (sztuki halabardy). Polega na użyciu w miejsce broni ostrej kija jō, wykonanego z kawałka twardego drewna o długości 128 cm i średnicy 2,4 cm.

## Historia

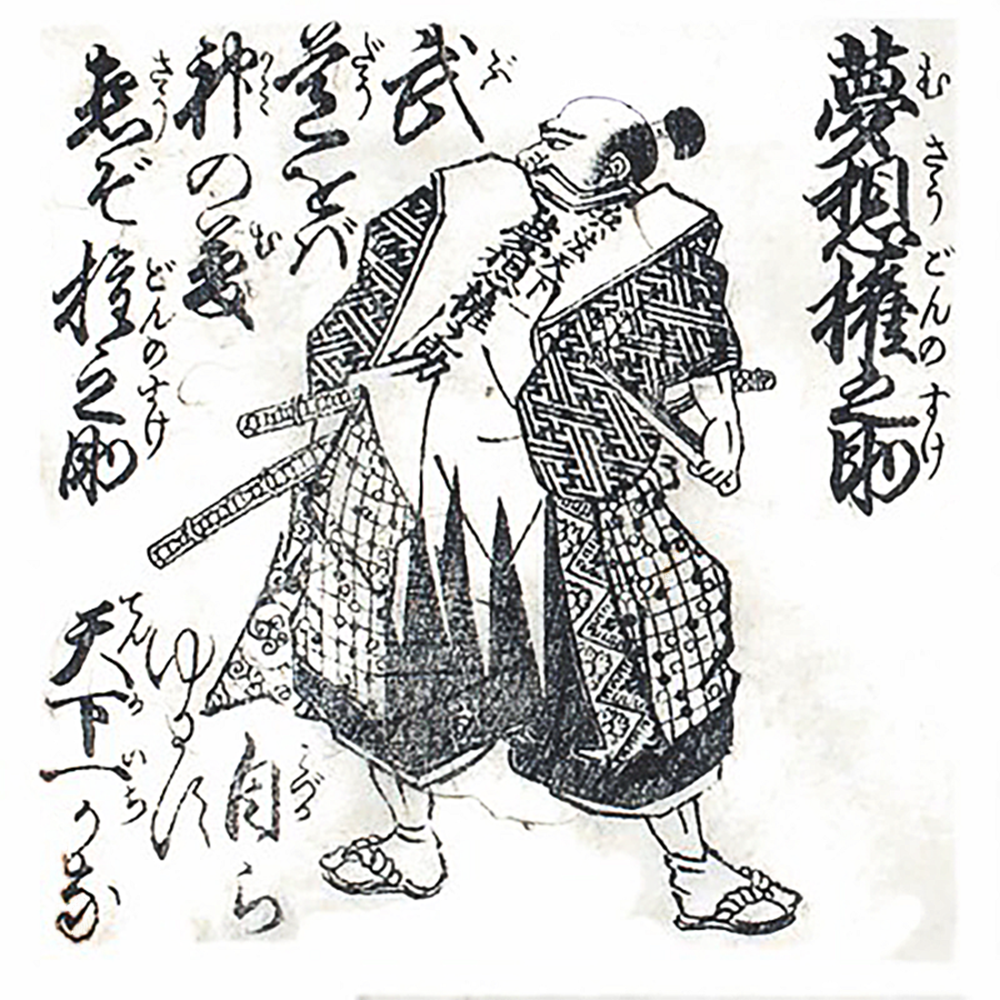
Gonnosuke Musō (XVI-XVII wiek), drzeworyt

Twórcą tej sztuki walki był mistrz Gonnosuke Musō, który założył szkołę pod nazwą Shintō Musō Ryū Jōjutsu. Zasady i techniki tej szkoły uchodziły za niezwykle trudne do opanowania i przez wiele lat były nauczane w sposób potajemny. Sztuka walki drewnianym kijem jest znacznie starsza niż sama szkoła Musō Shintō Ryū. Istnieje wiele szkół kenjutsu posiadających elementy walki długim kijem bō.

### Legenda
Zasadniczo niewiele wiadomo o życiu Gonnosuke Musō. Podejrzewa się również, że wiele faktów z jego życia uległo koloryzacji charakterystycznej dla legend i opowieści japońskich. Wiadomo, że Gonnosuke uczył się początkowo Tenshin Shōden Katori Shintō-ryū, a następnie technik Kashima Jikishinkage-ryū. Zgodnie z legendą, rozpoczął następnie trening polegający na podróżowaniu i testowaniu własnych umiejętności w pojedynkach z innymi wojownikami. Nie przegrał żadnego pojedynku do momentu, w którym nie spotkał Miyamoto Musashiego. Nie wiadomo do końca jak odbył się ich pojedynek, wiadomo jednak, że wygrał go Musashi. Istnieją dwie wersje dotyczące przebiegu pojedynku. Jedna (bardziej popularna) mówi, że Gonnosuke nie był w stanie przełamać słynnego bloku Musashiego juji dome (krzyżowy blok dwoma mieczami). Druga opisuje nieformalny atak Gonnosuke długim, drewnianym mieczem i zwycięską reakcję Miyamoto, uzbrojonego tylko w wierzbową witkę.
Po przegranym pojedynku zaszył się na 37 dni w górach medytując. Pod koniec ostatniego dnia doznał olśnienia. Skrócił bō do długości czterech shaku, dwóch sun i jednego bu (ok. 128 cm), co dawało przewagę zasięgu nad mieczem (zwykle 3 shaku 2 sun 1 bu) a jednocześnie można było posługiwać się nim dużo szybciej od tradycyjnego kija (około 6 shaku długości). Uzbrojony w taki kij (dziś zwany jō), Gonnosuke był w stanie pokonać Musashiego w drugim pojedynku, aczkolwiek nie jest jasne w jaki sposób.
Gonnosuke stworzył “system pięciu tajemnych metod” zawierających wszystkie techniki własnego stylu walki Jo. Tak właśnie w erze Keichō (1596-1614) narodziła się szkoła walki kijem Jo, nazwana przez Gonnosuke Shintō (Shindō) Musō Ryū Jojutsu, co oznacza "Niebiańską (Boską) Drogę Kija Muso".

## Charakterystyka

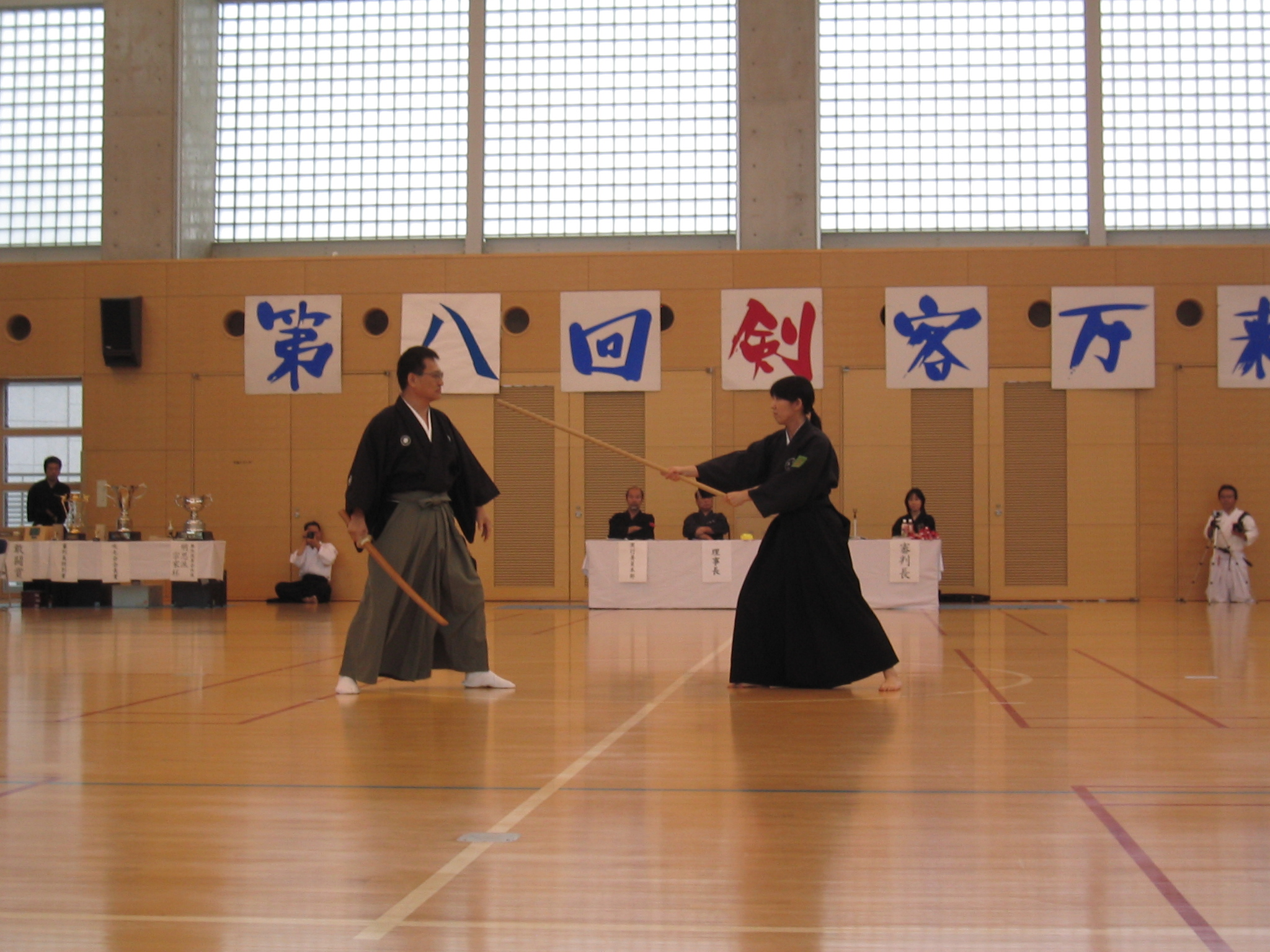

Głównym celem uderzeń i pchnięć w jōdō jest splot słoneczny (suigetsu). Innymi ważnymi celami są skroń, punkt między oczami (uto), ręce (nadgarstki) oraz oba boki tułowia. Obrona w postaci kombinacji zasłon i ataków wykonywana przy pomocy jo może być bardzo skuteczna przeciwko atakowi wykonywanemu mieczem. Podstawowe uderzenia i bloki praktykowane są najczęściej w formie ćwiczeń kata, w których jeden z partnerów używa drewnianego miecza bokken, a drugi kija jō. Godnym uwagi aspektem sztuki jōdō jest szybkość i częstotliwość, z jaką operuje się kijem jō. Dzieje się tak dzięki temu, że kij nie ma wyróżnionego ani początku, ani końca, co dopuszcza wiele możliwych kombinacji ataku i obrony. W ten sposób sztuka jōdō, obok walorów skutecznej samoobrony, stała się znakomitym sposobem rozwijania sprawności i zręczności.

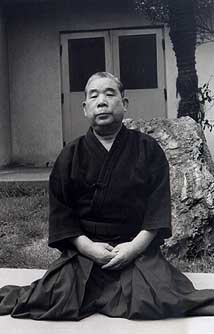
Shimizu Takaji - twórca zestawu 12 kata seitei jōdō

Ponieważ ćwiczenie jodo przynosi wiele korzyści, zadecydowano, aby sztukę tę uczynić ogólnodostępną. W oryginalnym systemie Shintō Musō Ryū (SMR) jōjutsu istnieją formy kata podzielone na 7 grup oraz 12 podstawowych technik kihon. W 1968 roku, na bazie skomplikowanego systemu SMR Shimizu Takaji stworzył 12 form i 12 technik, które oddają podstawowe zasady tej szkoły. Zestaw ten określany jest nazwą Zen Nippon Kendo Renmei (Seitei) Jōdō Kata. Po opanowaniu tych podstawowych dwunastu form w stopniu mistrzowskim można się pokusić o studiowanie form starszych, tzw. koryu.

## Trening

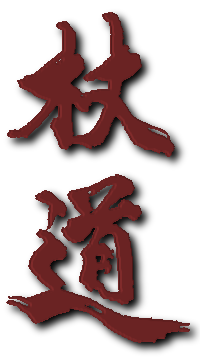
Jōdō

### Seitei Jōdō
Trening Seitei Jō obejmuje doskonalenie 12 technik podstawowych (kihon dosa) na bazie których zbudowane jest 12 form treningowych (kata). Strona z mieczem nazywana jest tachi (uchi) i podczas treningu formalnie pełni rolę nauczyciela uczącego stronę używającą kij jō (shi).
| Kihon | Kata |
| --- | --- |
| 12 podstawowych technik praktykowanych pojedynczo (Tandoku dosa) lub w parach (Sotai dosa) | 12 form praktykowanych w parach |
| 1. Hon-te Uchi 2. Gyaku-te Uchi 3. Hiki Otoshi Uchi 4. Kaeshi Tsuki 5. Gyaku-te Tsuki 6. Maki Otoshi 7. Kuri Tsuke 8. Kuri Hanashi 9. Tai Atari 10. Tsuki Hasushi Uchi 11. Do-barai Uchi 12. Tai Hasushi-Uchi: ćwiczone na prawą (migi) i lewą (hidari) stronę | 1. Tsuki-Zue 2. Suigetsu 3. Hissage 4. Shamen 5. Sakan 6. Monomi 7. Kasumi 8. Tachi-Otoshi 9. Rai-Uchi 10. Segan 11. Midare-dome 12. Ran-ai |

### Koryu Jōdō

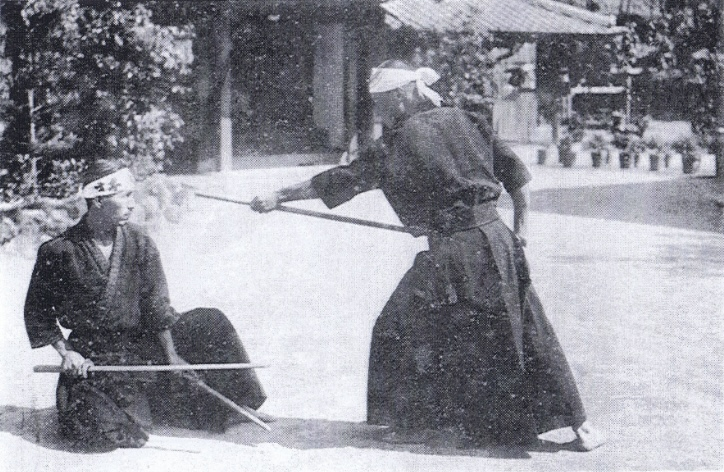
Shinto Muso Ryu Jōjutsu

Kata (formy treningowe) należące do "starej szkoły" (Koryu) Jōdō można podzielić na 7 serii, z których każda następna jest trudniejsza technicznie od poprzedniej.
- 12 Kata omote (początkowy poziom)
- 12 Kata chudan (środkowy poziom)
- 2 Kata ran-ai ("harmonia w nieporządku" lub "porządek i chaos")
- 12 Kata kage ("cień")
- 6 Kata samidare ("deszcz majowy")
- 5 Kata gohon no midare ("deszcz pięciu pierwiastków")
- 12 Kata okuden (sekretne techniki)

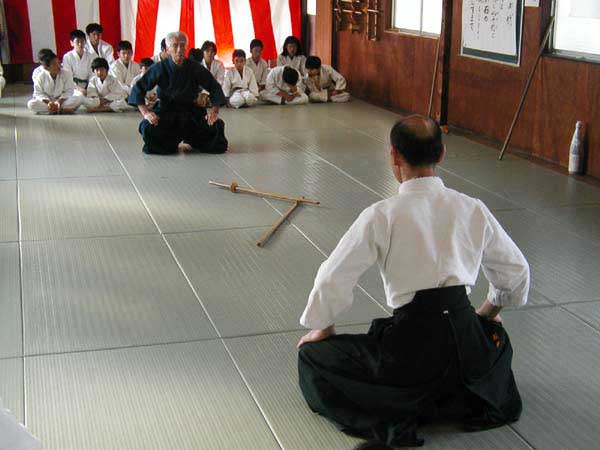
Tradycyjne reiho rozpoczynające i kończące wykonywanie kata koryu.

Formy gohon no midare zostały ułożone i dołączone do innych kata koryu w 1939 roku przez Shimizu Takaji.

## Egzaminy i zawody

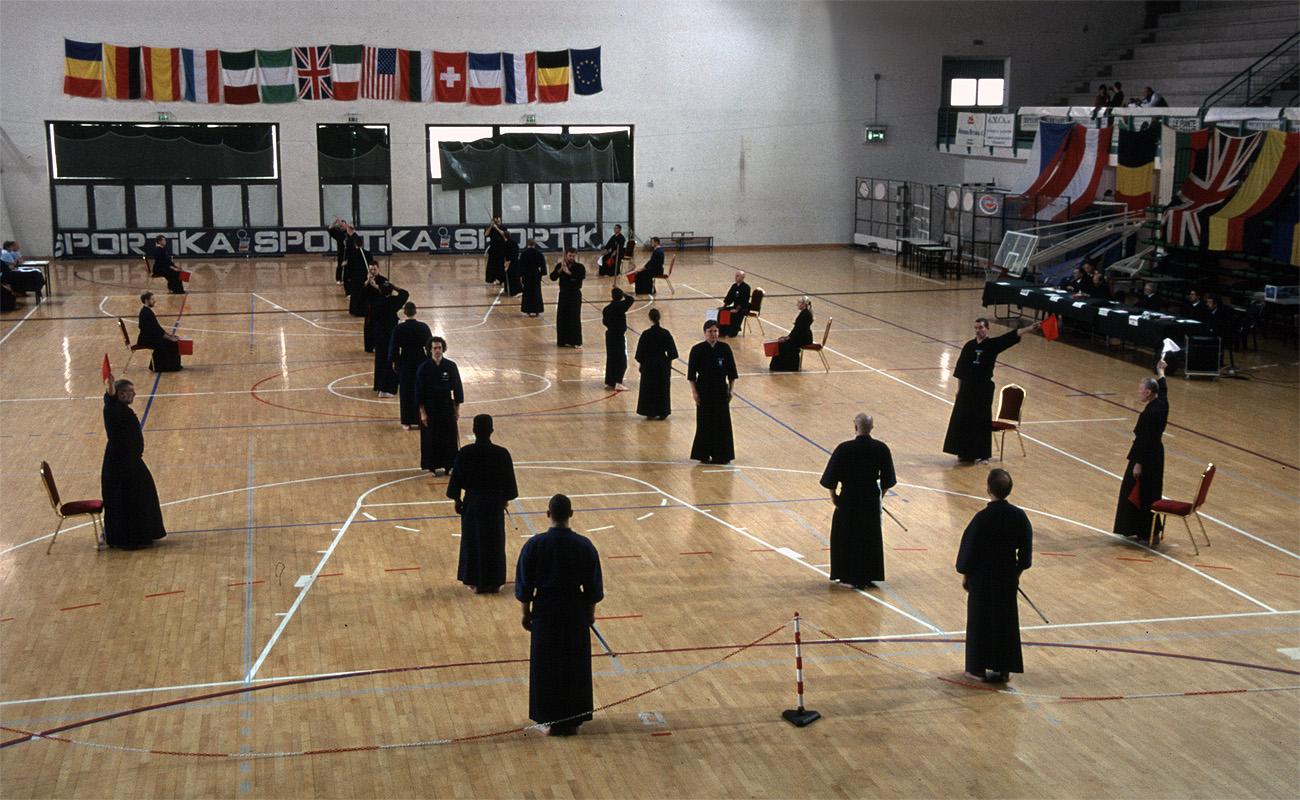
Jodo taikai - Mistrzostwa Europy Jodo w Bolonii w 2005 roku - turniej drużynowy

System nadawania stopni w ZNKR Jodo jest zbliżony do stosowanego w kendo i innych japońskich sztukach walki. Obejmuje on stopnie uczniowskie kyū i mistrzowskie dan. System stopni kyu zależy od  wewnętrznych ustaleń krajowych organizacji kendō (lub jōdō). Z reguły obejmuje tylko jeden lub dwa stopnie uczniowskie (2 i 1 kyū). Egzaminy składane są przed komisją złożoną z ekspertów i obejmują 5 form (kata) Seitei Jōdō. Oceniana jest znajomość kata na odpowiednim poziomie zaawansowania od strony zarówno jō jak i tachi. Wyjątkiem są egzaminy na stopnie kyu, gdzie oceniana jest tylko strona jō.
W Polsce istnieje możliwość lokalnego, nieobowiązkowego egzaminowania na stopnie od 5 do 3 kyū. Regulamin można znaleźć na stronie PZK (patrz link poniżej).

### Taikai (zawody)

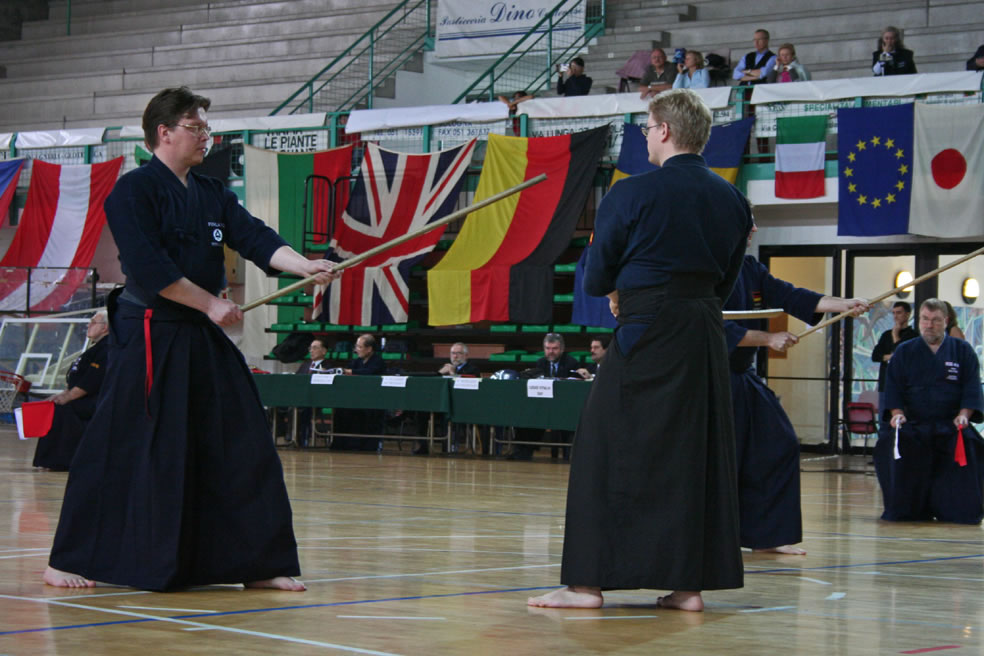
Jodo taikai - Mistrzostwa Europy Jodo w Bolonii w 2005 roku

Rokrocznie odbywają się narodowe i międzynarodowe turnieje jōdō, rozgrywane są również mistrzostwa Europy. Oceniane jest wykonanie form kata w układzie obowiązkowym ZNKR Seitei Jōdō Kata. Oceniana jest tylko strona z jō. Mecz pomiędzy dwoma zawodnikami polega na wykonaniu 3 do 5 takich samych form kata równocześnie przez obie pary na sąsiadujących ze sobą polach (z reguły różniących się kolorami – jedno jest białe a drugie czerwone). Obaj zawodnicy oceniani są jednocześnie przez trzech sędziów, którzy głosują za pomocą kolorowych flag odpowiadających kolorom pól. Wygrywa ten, który zdobędzie więcej głosów (flag). System eliminacji może być grupowy i pucharowy. Nagrody przyznawane są za 3 pierwsze miejsca (w tym 2 trzecie) oraz za waleczność (nagroda Kantosho).

#### Strój i broń
Strój ćwiczących jōdō stanowią, takie same jak w kendo, granatowe lub białe: bluza (jōdō-gi) i szerokie spodnie (hakama) oraz pas obi (szeroki na ok. 6 cm). Oprócz kija jo oraz drewnianego miecza bokken (bokuto) wykonanych z drewna białego dębu podczas zaawansowanego treningu używa się również innej broni - krótkiego miecza kodachi, pałki tanjo, kusarigamy, liny (potrzebnej w praktykowaniu sztuki wiązania jeńców - hojōjutsu), jitte (jutte) oraz wachlarza bojowego (tessen).

## Informacje dodatkowe
Jōdō, obok kendo i iaidō, jest jedną z dyscyplin statutowych Polskiego Związku Kendo. Ćwiczenia z użyciem jō prowadzone są w klubach kendo (w odmianie seitei jōdō) oraz w ramach szkolenia aikido (w odmianie aikijō).
Osoby ćwiczące jōdō, oprócz tej sztuki walki, zazwyczaj wprawiają się również w innych. Najczęściej ćwiczą tanjō (sztukę walki pałką), iaidō (sztukę szybkiego dobywania miecza), szermierkę kendo, jak również uderzenia stosowane w karate i kempo, czy rzuty z judo i aikido.

## Literatura
- Jodo: Instruction Manual, All Japan Kendo Federation (Zen Nihon Kendo Renmei) 2022.
- Michael Finn: The Way of the Stick (j. angielski), Paul H Crompton, 1984, ISBN 0-901764-72-8
- Bo M. Jespersen, Jodo Notebook: A Guide to the Way of the Stick, Book on Demand, 2nd Edition, 2014, ISBN 978-8771459173
- Pascal Krieger: Jodô - la voie du bâton / The way of the stick (dwujęzyczna French/English), Geneva (CH) 1989, ISBN 2-9503214-0-2
- Nishioka Tsuneo: The Lore of Jo (j. angielski), European Jodo Federation 2022, ISBN 978-8409465705